# David Richmond-Peck
David Richmond-Peck (5 de abril de 1974) é um ator canadense que já apareceu em mais de 50 papéis de cinema e televisão no Canadá e nos Estados Unidos desde 2000.

## Vida pessoal
David nasceu em Oakville, Ontário, Canadá. Ele é casado com a atriz, diretora e cantora canadense Ruth Kelly-Mercier, e o casal reside em Vancouver, Colúmbia Britânica.

## Carreira
David tem aparecido em vários papéis na televisão desde 2000, incluindo aparições recorrentes em Jeremiah, The L Word e Traveler, bem como em vários papeis diferentes em Smallville. De 2005 a 2008, atuou como "Geoff McAlister" em 19 episódios da série de TV canadense Robson Arms. Recentemente, ele atuou em um papel coadjuvante no remake da série V como o combatente da resistência "Georgie Sutton".
Seus créditos no cinema incluem os filmes para televisão Family Sins e Try to Remember de Mary Higgins Clark (ambos de 2004), bem como os lançamentos teatrais Fantastic Four (2005), She's the Man (2006), Married Life (2007) e The Day the Earth Stood Still (2008). Ele terminou recentemente o filme canadense de ficção científica/criminal chamado Paradox.
Richmond-Peck foi indicado para dois prêmios Leo no Canadá, ganhando uma vez em 2006.